# Dominio Pennidico

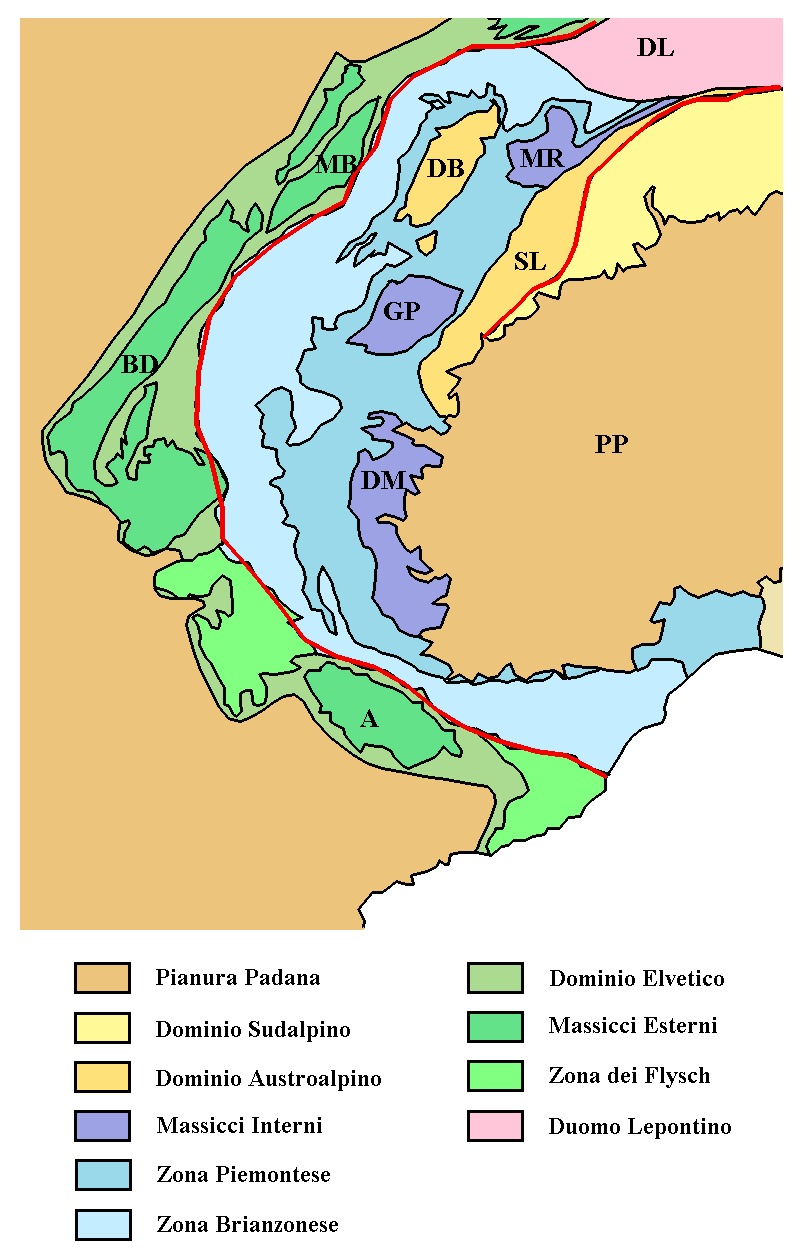
Mappa schematica del dominio Pennidico. Le sigle sono: A Argentera, BD Belledonne, DB Dent-Blanche, DL Duomo Lepontino, DM Dora Maira, GP Gran Paradiso, MB Monte Bianco, PP Pianura Padana, SL Zona Sesia-Lanzo.

Con Dominio Pennidico (detto anche Falda Pennidica oppure, più semplicemente, Pennidico) si intende una delle principali suddivisioni geologiche della regione Alpina. La falda è principalmente presente nell'area occidentale, rispetto all'area orientale dove affiora in alcune grandi finestre tettoniche (Engadina e Alti Tauri) al di sotto della grande falda dell'Austroalpino. Il nome della falda deriva dalla regione delle Alpi Pennine, area in cui questa formazione è abbondante. Tra le varie falde l'area pennidica è quella in cui si è sviluppato un maggior grado metamorfico. In origine la falda fu deposta come sedimenti sulla crosta oceanica che esisteva tra la placca Europea e la placca Apula, successivamente subdotti e quindi riesumati fino alla superficie.

## Suddivisione
Dall'alto al basso strutturale è possibile riconoscere 4 zone:
- Zona Piemontese dei Calcescisti con pietre verdi. Sono i resti dell'oceano Ligure-Piemontese, principalmente ofioliti, calcari deposti in acque poco profonde e fanghi oceanici. Si può suddividere ulteriormente in una Zona Piemontese Superiore (Unità tipo Combin), con metamorfismo in facies scisti blu/scisti verdi, e una Zona Piemontese Inferiore (Unità tipo Zermatt-Saas), caratterizzata da metamorfismo in facies eclogitica.
- Dominio Pennidico Superiore. È rappresentato dai Massicci Cristallini Interni (Dora Maira, Gran Paradiso, Monte Rosa) con impronta alpina in facies eclogitica.
- Dominio Pennidico Intermedio. È rappresentato principalmente dal sistema multifalda del Gran San Bernardo con impronta metamorfica alpina da facies scisti blu, nelle parti interne, a facies scisti verdi nelle unità più esterne. Comprende il Dominio Brianzonese, la Zona Sub-Brianzonese e la Zona di Sion-Courmayeur con le Unità Vallesane (derivanti dall'oceano Vallese). Sono rocce provenienti dalla parte inferiore della crosta, deformate ed intruse da granitoidi varisici, ma anche rocce sedimentarie metamorfosate: rocce carbonifere a grafite, arenarie rosse del Permiano, evaporiti triassiche e sottili calcari del Giurassico e del Cretaceo inferiore.
- Dominio Pennidico Inferiore. È rappresentato dalle unità tettoniche più profonde dell'edificio alpino, affioranti nella finestra tettonica dell'Ossola Ticino. Sono presenti rari relitti eclogitici eoalpini e una diffusa riequilibrazione in facies anfibolitica mesoalpina. Si tratta di rocce della crosta dell'Oceano Vallese, ofioliti metamorfosate ed altri sedimenti marini provenienti da questo oceano scomparso. Il ritrovamento di rocce metamorfiche di alto grado, come le lenti eclogitiche, testimonia la subduzione a grandi profondità di questa porzione di crosta.